# Walter Bortel
Walter Bortel (20 de setembro de 1926 — 20 de fevereiro de 2000) foi um ciclista austríaco que competia em provas tanto de pista, quanto de estrada.
Competiu nos Jogos Olímpicos de Verão de 1952 em Helsinque, onde fez parte da equipe austríaca que terminou em décimo terceiro lugar na perseguição por equipes de 4 km. Também competiu nos Jogos Olímpicos de Melbourne 1956.